# Palazzo Sturm
Palazzo Sturm (in precedenza chiamato Palazzo Ferrari e Vanzo Mercante) è un edificio storico di Bassano del Grappa che ospita il Museo della ceramica e il Museo della stampa Remondini.

## Storia
Fu costruito alla metà del XVIII secolo, nella zona di Bassano del Grappa denominata Cornorotto, incorporando un tratto di mura, una torre e un nucleo preesistente di edifici del XV secolo sulla sponda sinistra del fiume Brenta.
L'imponente struttura, originariamente commissionata da Vincenzo Ferrari, industriale nonché mercante di sete, fu progettata dall'architetto amatoriale abate Daniello Bernardi (1729 – 1806) e comprendeva circa settanta vani di varie dimensioni, distribuiti su sette livelli.
I piani superiori che costituivano la residenza padronale, disponevano anche di alcune sale di rappresentanza, affrescate e decorate con stucchi, mentre l'accesso avveniva tramite un ingresso imponente. 
I piani più bassi, dai quali si accedeva direttamente al fiume Brenta, ospitavano invece i laboratori e le botteghe per la produzione della seta, nonché gli alloggi per la servitù.
Nel 1765 il pittore veneto Giorgio Anselmi (1720-1797) decorò elegantemente il soffitto e i riquadri del registro superiore del salone di entrata con la raffigurazione della Caduta dei giganti, varie figure allegoriche femminili e sculture maschili (telamoni) utilizzando originali decorazioni architettoniche e una pittura murale di tipo prospettico (tipologia quadraturista).
L'anno seguente (1766) un artista, tutt'oggi non identificato con certezza, realizzò gli stucchi che incorniciano le finestre e gli specchi nella porzione inferiore delle pareti, il Carro del Sole, le Stagioni, Bacco, Diana, Giove, Mercurio, che abbelliscono notevolmente il salone principale e numerose altre sale.

Il piano nobile di palazzo Sturm, nel suo insieme, costituisce un raffinatissimo complesso di gusto rococò. Le pareti dell'alcova, ricoperte da pannelli di legno variamente intarsiati con incisioni e intagli, hanno anche dipinti a tempera del pittore trevigiano Gaetano Zompini (1700-1788).

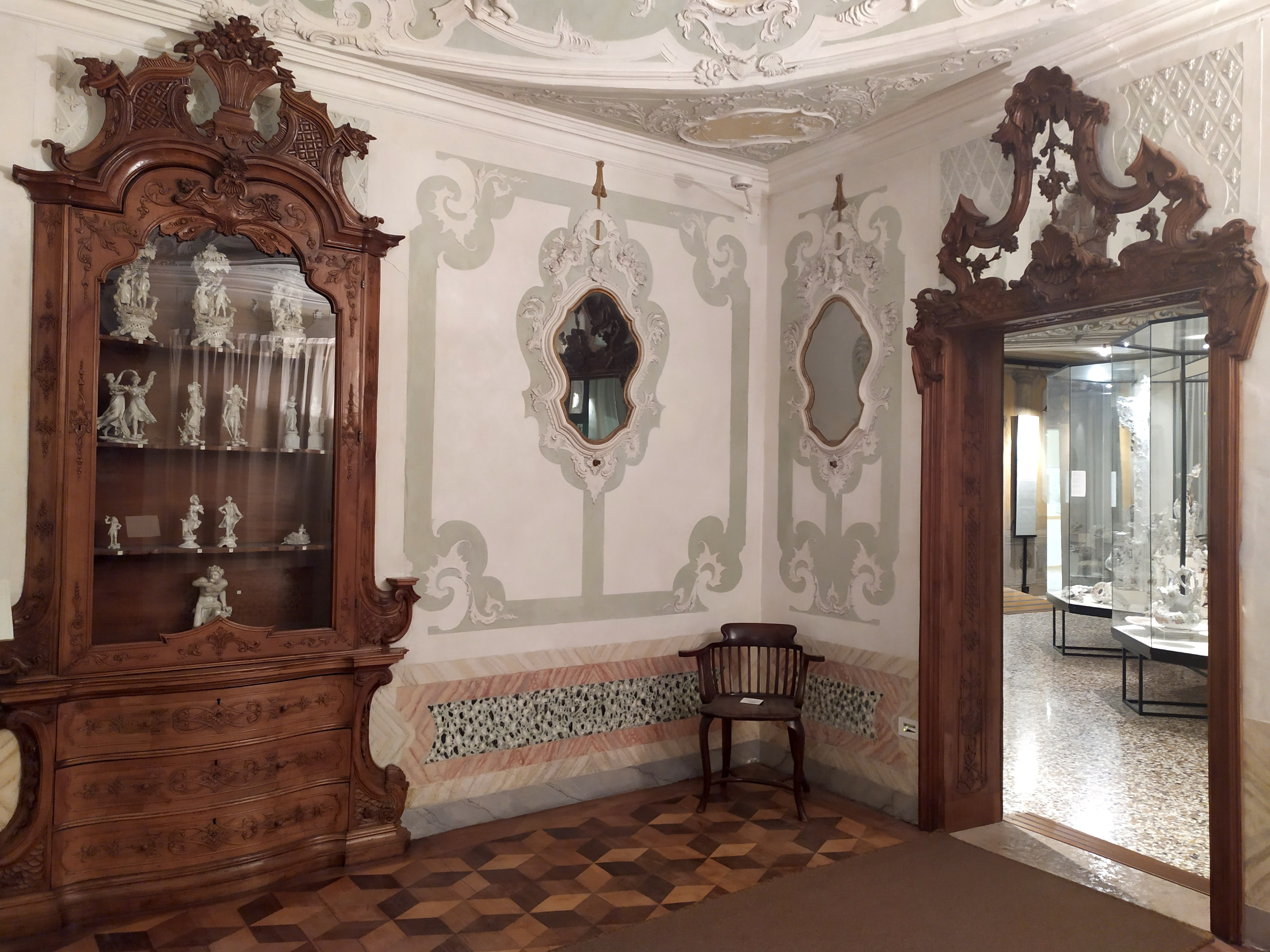
Sala del Palazzo Sturm
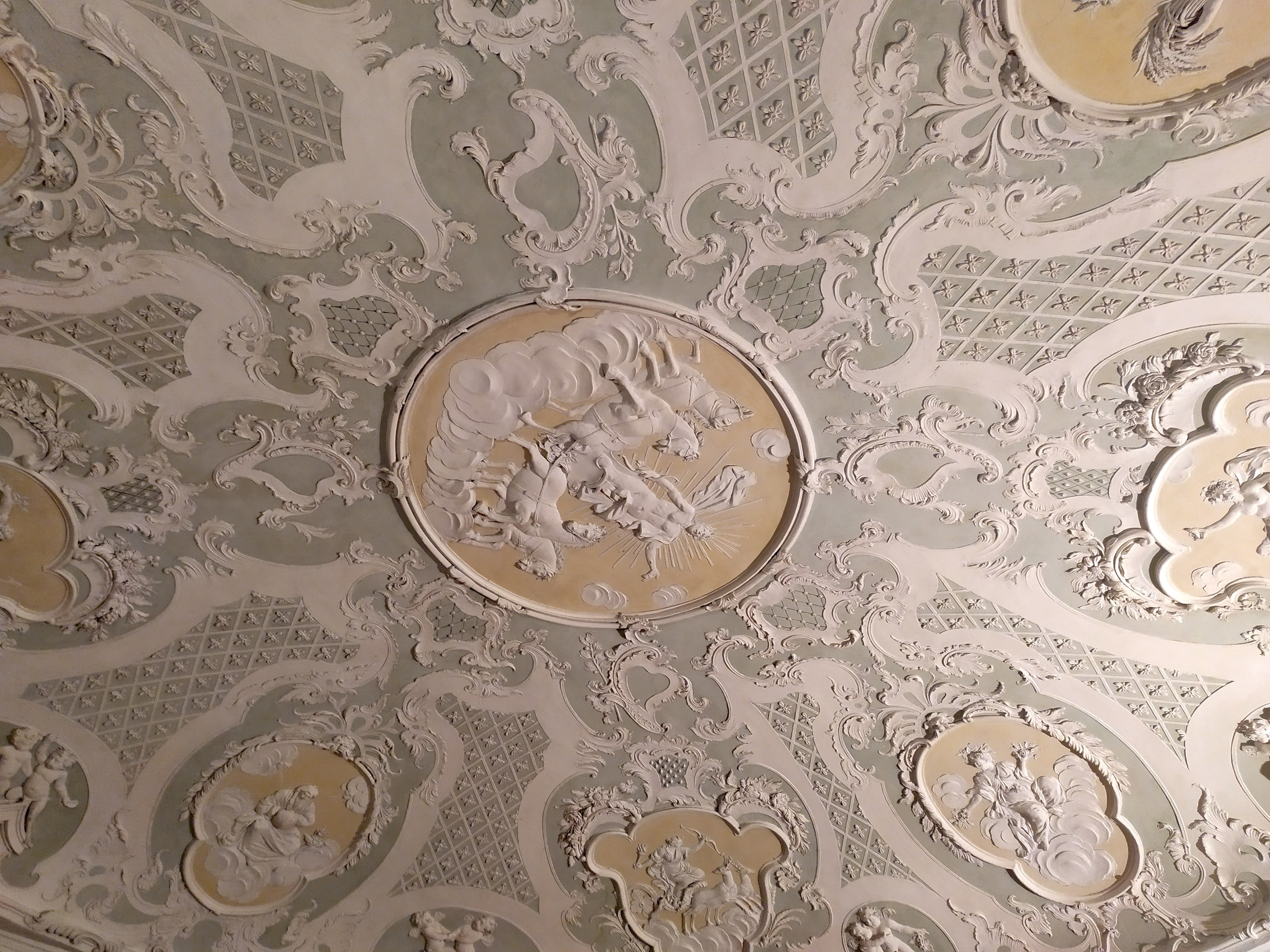
Soffitta con stucco in una delle sale del palazzo
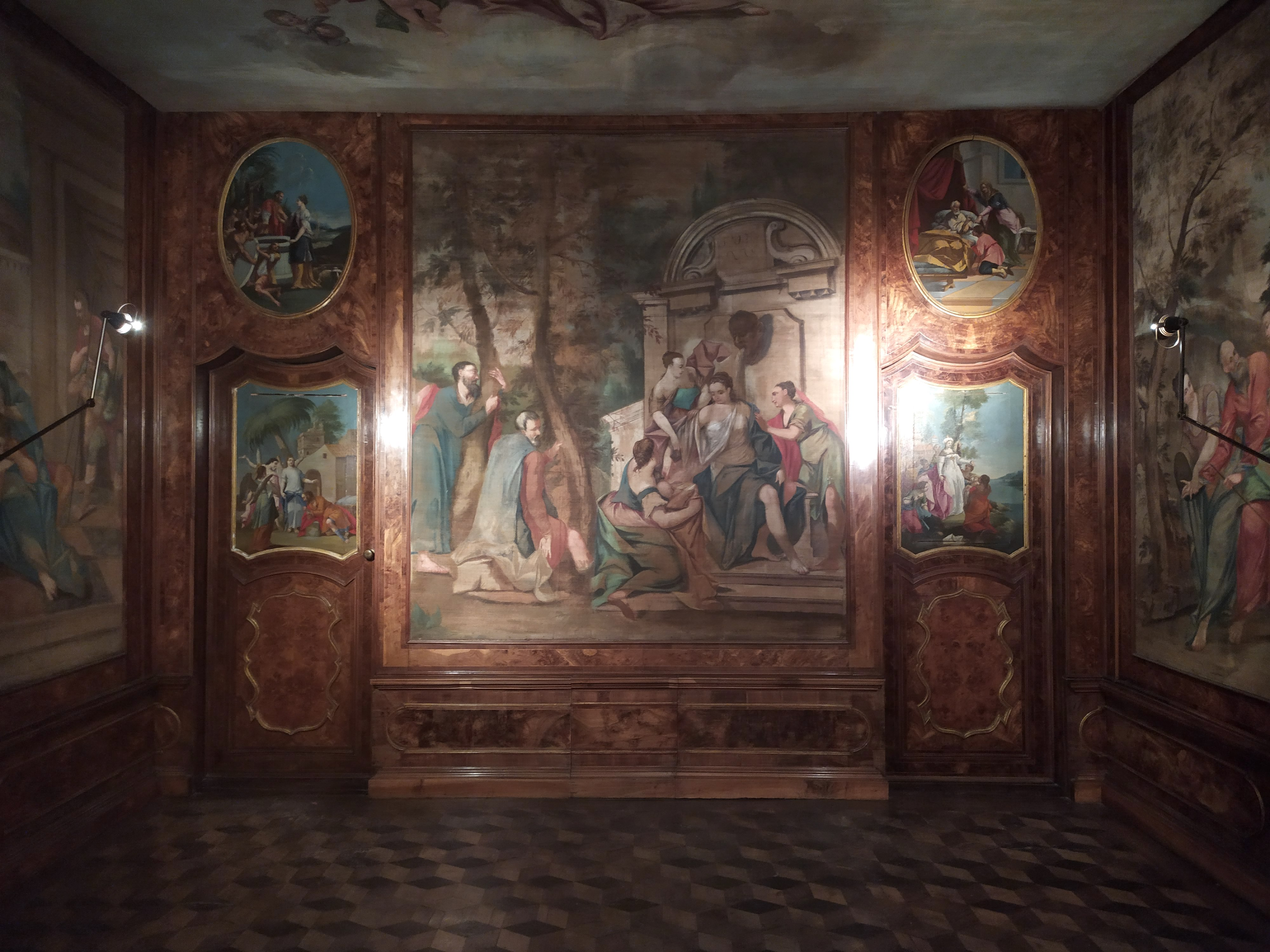
Decorazione a muro in una sala del palazzo

Al palazzo, nel corso dell'Ottocento, sotto la proprietà Vanzo Mercante, furono apportate alcune ulteriori modifiche architettoniche quali la sopraelevazione del corpo di fabbrica e il raccordo del nuovo tetto con il coronamento della loggia-belvedere che era inizialmente aperta su tre lati.
Il comune di Bassano divenne proprietario del sito per lascito del barone Giovanni Battista Sturm von Hirschfeld (1895-1943).

## Musei
Dal 1992 il Museo della ceramica ha la sua sede nel palazzo e la raccolta di maioliche, porcellane e terraglie è composta da circa 1.200 pezzi, con una notevole presenza della produzione degli Antonibon (XVIII-XIX sec.). 
Nella vecchia cucina sono esposti i piatti popolari mentre il piano inferiore raccoglie opere di artisti di fama internazionale.

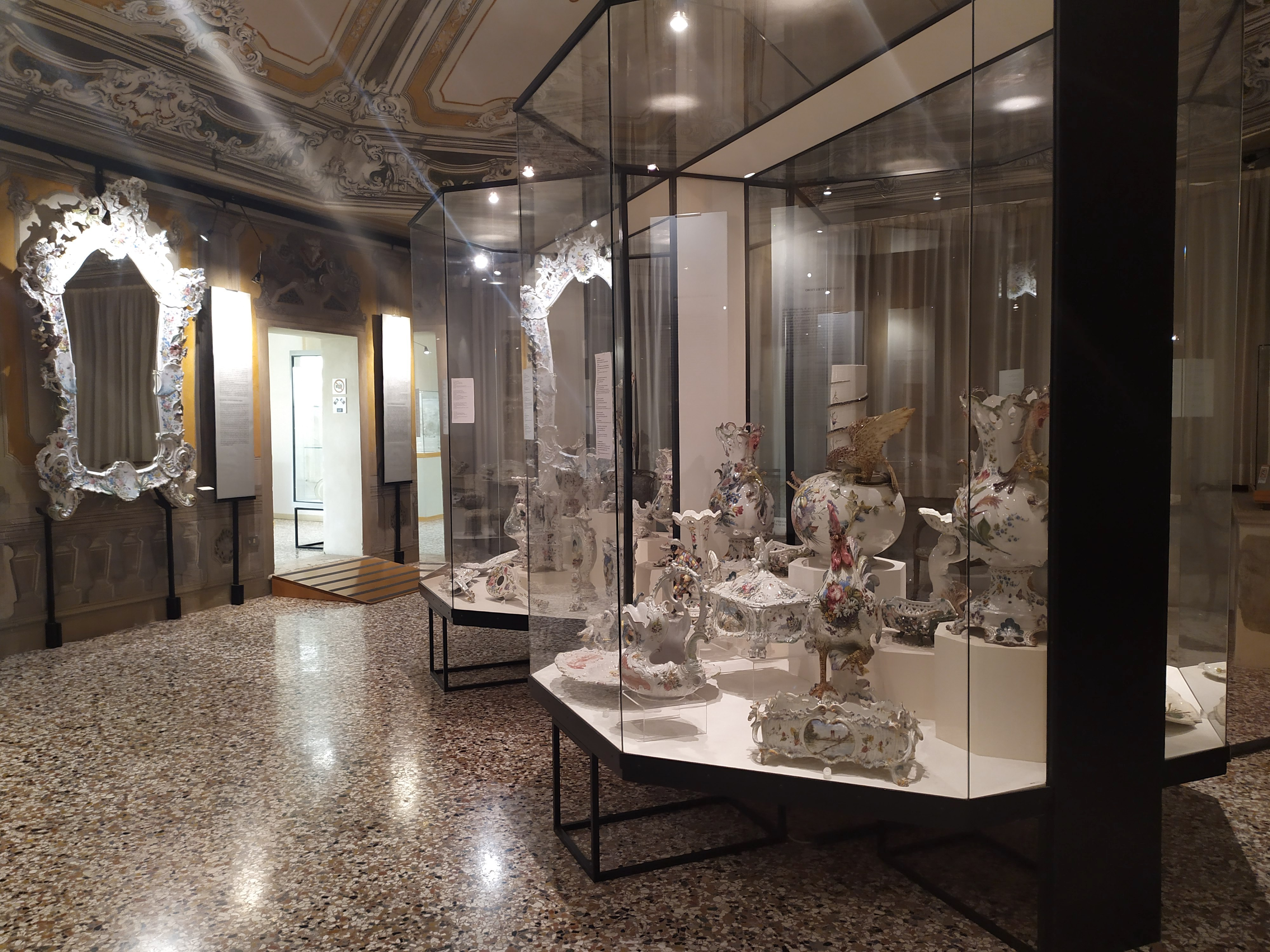
Sala del Palazzo Sturm dove viene esposta la collezione permanente di ceramica.

Lo stesso palazzo, dal 15 settembre 2007, ospita anche il Museo Remondini, uno dei pochi in Italia dedicati alla stampa che illustra tutti gli aspetti del fenomeno industriale sette-ottocentesco della famiglia Remondini.
Il materiale esposto è molto vario (libri, carte decorate, incisioni popolari sacre e profane, giochi,  ecc.) e comprende acqueforti e xilografie di grandi incisori italiani ed europei, tra cui Dürer, Mantegna e Giambattista Tiepolo.